# Indigofera paniculata
Indigofera paniculata är en ärtväxtart som beskrevs av Christiaan Hendrik Persoon. Indigofera paniculata ingår i släktet indigosläktet, och familjen ärtväxter.

## Underarter
Arten delas in i följande underarter:
- I. p. gazensis
- I. p. paniculata